# Australasien i olympiska spelen
Vid olympiska sommarspelen 1908 och 1912 tävlade Australien tillsammans med Nya Zeeland som Australasien. Detta var första gången Nya Zeeland deltog i olympiska spelen. Efter första världskriget deltog länderna separat och har gjort det sedan dess.
Sammanlagt vann Australasien 12 medaljer, 3 guld, 4 silver och 5 brons. Dessa medaljer har vunnits i fem olika sporter.

## Medaljer
| Guld | Silver | Brons | Totalt antal medaljer |
| ---- | ------ | ----- | --------------------- |
| 3    | 4      | 5     | 12                    |

### Medaljer efter sommarspel
| Spel           | Idrottare | Guld | Silver | Brons | Totalt | Placering |
| London 1908    | 32        | 1    | 2      | 2     | 5      | 11        |
| Stockholm 1912 | 26        | 2    | 2      | 3     | 7      | 12        |
| Totalt         | Totalt    | 3    | 4      | 5     | 12     | 85        |

### Medaljer efter sporter
| Sport     | Guld | Silver | Brons | Totalt |
| Simning   | 2    | 3      | 3     | 8      |
| Rugby     | 1    | 0      | 0     | 1      |
| Boxning   | 0    | 1      | 0     | 1      |
| Friidrott | 0    | 0      | 1     | 1      |
| Tennis    | 0    | 0      | 1     | 1      |
| Totalt    | 3    | 4      | 5     | 12     |

## Lista över medaljörer
| Medalj | Namn                                                         | Spel           | Sport       | Gren                       |
| ------ | ------------------------------------------------------------ | -------------- | ----------- | -------------------------- |
| Guld   | Australiens landslag1                                        | London 1908    | Rugby union | Herrarnas tävling          |
| Silver | Reginald Baker                                               | London 1908    | Boxning     | Herrarnas mellanvikt       |
| Silver | Frank Beaurepaire                                            | London 1908    | Simning     | Herrarnas 400 m frisim     |
| Brons  | Harry Kerr                                                   | London 1908    | Friidrott   | Herrarnas 3 500 m gång     |
| Brons  | Frank Beaurepaire                                            | London 1908    | Simning     | Herrarnas 1 500 m frisim   |
| Guld   | Fanny Durack                                                 | Stockholm 1912 | Simning     | Damernas 100 m frisim      |
| Guld   | Cecil Healy Malcolm Champion Leslie Boardman Harold Hardwick | Stockholm 1912 | Simning     | Herrarnas 4 × 200 m frisim |
| Silver | Cecil Healy                                                  | Stockholm 1912 | Simning     | Herrarnas 100 m frisim     |
| Silver | Mina Wylie                                                   | Stockholm 1912 | Simning     | Damernas 100 m frisim      |
| Brons  | Harold Hardwick                                              | Stockholm 1912 | Simning     | Herrarnas 1 500 m frisim   |
| Brons  | Harold Hardwick                                              | Stockholm 1912 | Simning     | Herrarnas 400 m frisim     |
| Brons  | Anthony Wilding                                              | Stockholm 1912 | Tennis      | Herrsingel inomhus         |

1 Rugbyspelarna som deltog vid olympiska sommarspelen 1908: Phil Carmichael, Charles Russell, Daniel Carroll, Jack Hickey, Frank Smith, Chris McKivat, Arthur McCabe, Thomas Griffen, John Barnett, Patrick McCue, Sydney Middleton, Tom Richards, Malcolm McArthur, Charles McMurtrie, Bob Craig